# Vampire: The Masquerade – Bloodlines
Vampire: The Masquerade – Bloodlines (kurz VTMB) ist ein vom US-amerikanischen Studio Troika Games entwickeltes Action-Rollenspiel. Es ist nach dem 2000 veröffentlichten Vampire: The Masquerade – Redemption das zweite Computerspiel in der Rollenspielwelt von Vampire: The Masquerade, jedoch mit einer inhaltlich eigenständigen Handlung. Gleichzeitig war es die letzte Veröffentlichung von Troika Games, da das Unternehmen wegen fehlender Anschlussprojekte den Geschäftsbetrieb einstellen musste. Bloodlines war das erste Spiel, das die von Valve für Half-Life 2 entwickelte Source Engine lizenzierte, die neben ihrer allgemein fortschrittlichen Darstellungsleistung insbesondere für ihre Gesichtsanimationen große Anerkennung erfuhr. Das Spiel wurde im November 2004 von Activision für Windows veröffentlicht, zeitgleich mit Half-Life 2. Bloodlines erlangte mit Veröffentlichung den Ruf, stark fehlerbehaftet und scheinbar überhastet auf den Markt gebracht worden zu sein. Lob erhielt es dagegen für seine Inszenierung und Erzählung. Das schwarzhumorige Vampir-Rollenspiel mit düsterem Gegenwartsszenario verkaufte sich anfänglich schlecht, wird heute jedoch als Kultklassiker angesehen. Durch langanhaltende Faninitiative wurden zahlreiche Fehler des Programms nachträglich behoben und von Troika nicht mehr integrierte Spielinhalte wiederhergestellt.

## Handlung

### Regelwerkshintergrund
Das Regelwerk Vampire: The Masquerade verwendet biblische Motive, um die Entstehung der Vampirgesellschaft zu erklären. Nachdem Kain seinen Bruder Abel erschlagen hatte, wanderte er demnach aus in das Land Nod. Gott hatte ihn verstoßen und ihm untersagt, je wieder von den von ihm erschaffenen Früchten zu essen. Stattdessen solle er sich nur noch von Blut ernähren können. Aber weil dies noch nicht reichte, nahm Gott ihm jegliche Möglichkeit, in das himmlische Paradies einzutreten, indem er ihm die Unsterblichkeit schenkte.
Kain blieb ein Äon lang im Land Nod, doch schließlich war er der ewigen Einsamkeit überdrüssig und kehrte zurück in das Land, das sein Bruder Set aufgebaut hatte. Hier gründete und herrschte er über eine große Stadt. Doch er fühlte sich weiter einsam, denn er war der einzige seiner Art. Und so beschloss er, Nachkommen zu zeugen. Doch seine Kinder entstanden nicht auf herkömmlichem Weg. Drei Menschen hat Kain seinen Fluch aufgezwungen, die wiederum 13 Kinder zeugten. Doch er fürchtete die Rache Gottes und untersagte es seinen Kindern und Enkeln eine weitere Generation zu zeugen.
Dann kam die Sintflut und vernichtete alles Leben auf der Erde. Kain hielt dies für eine Strafe Gottes und zog es vor, ins Exil zu gehen. Seine Kinder baten ihn zurückzukommen, doch er wollte sich nicht weiter in das Geschehen auf Erden verwickeln lassen.
Nun begannen seine Kinder, sich untereinander zu bekämpfen. In diesem Krieg erschlugen Kains Enkel ihre Eltern und bauten eine neue Stadt auf. Jeder von ihnen gründete seinen eigenen Clan, indem er weitere Nachkommen zeugte. Sie fürchteten jedoch, dass weitere Generationen benutzt werden könnten, um die Streitereien zwischen den 13 Enkeln Kains, den „Vorsintflutlichen“, auszutragen. Daher wurde nun der vierten Generation verboten, selbst Kinder zu schaffen.
Mit der Zeit starb die Stadt und die Macht der Vorsintflutlichen über ihre Kinder, woraufhin diese eigene Nachkommen zeugten und erneut begannen, einander zu bekämpfen. Sie hielten sich jedoch an das Gebot der „Maskerade“ (Masquerade), das bis heute verhindert hat, dass die Menschen von der Existenz von Vampiren erfuhren.

### Spielverlauf
Die Handlung von Bloodlines ist eigenständig und greift daher nicht die Erzählung des früheren Computerspiels Redemption auf. Stattdessen übernimmt der Spieler die Rolle eines frisch erschaffenen Vampirs. Schauplatz des Spiels ist das Los Angeles der Gegenwart, wobei es sich gemäß Regelwerk um eine Gothic-Punk-Variante der realen Stadt handelt. Stilistisch vereint das Spiel dafür Merkmale der gotischen Architektur mit optischen Elementen der Gothic-Kultur und einem dunklen elektronischen Soundtrack.
In der Eröffnungsszene des Spiels wird der wahlweise männliche oder weibliche Spielercharakter bei einem One Night Stand von seinem Sexualpartner gebissen und verwandelt sich in einen Vampir. Allerdings verstößt sein Erschaffer damit gegen den strengen Regelkodex der Vampirgesellschaft, der sie vor der Entdeckung und Verfolgung durch die Menschen schützen soll. In einem Gerichtsprozess vor dem Oberhaupt aller Vampire aus L.A. wird der Regelbrecher daher hingerichtet, der Spielercharakter dagegen verschont und in die Freiheit entlassen.
Ohne den Rat eines Mentors wird der junge Vampir in das Intrigenspiel der rivalisierenden Vampirclans gestoßen. In diesem allnächtlichen Krieg muss der Spieler seinen Weg finden und Licht in die zumeist sehr schwer zu durchschauenden Aktionen der verschiedenen Fraktionen bringen. Stück für Stück setzt sich so aus den vielen kleinen Einzelaktionen ein Gesamtbild zusammen. Am Ende muss der Spieler sich für eine Seite entscheiden – oder sogar einen ganz neuen Weg gehen. Die Wahl des Clans spielt dabei eine große Rolle.

### Wichtige Figuren
"Prinz" Sebastian LaCroix: Lacroix ist der Anführer der vampirischen Sekte der örtlichen "Camarilla" in Los Angeles. Diese richtet zu Beginn der Handlung den Erschaffer des Spielcharakters. Er gehört zum Clan Ventrue, betont aber, dass er trotz seiner adligen Herkunft und seiner militärischen Erfahrung in der Armee unter Napoleon nicht auf andere Vampire oder Clans herabsehe. LaCroix wird im Spiel außer zu Beginn stets in seinem Hauptquartier, dem 'Ventrue Tower' in Downtown, L.A., angetroffen. Er argumentiert, dass er für die Handlungen des Spielercharakters verantwortliche zeichne, da er diesen am Leben gelassen habe, obwohl die Gesetze der Camarilla von ihm verlangten, den neu geschaffenen Vampir zu töten. Infolgedessen fungiert er im Verlauf der Handlung die meiste Zeit als Hauptauftraggeber. Als Ventrue legt er traditionell großen Wert auf die Einhaltung der Masquerade, also die Regeln, die vampirische Natur vor den sterblichen Menschen zu verbergen. Lacroix begründet nur oberflächlich seine Motive; im späteren Verlauf der Handlung erfährt der Spielercharakter zunehmend mehr über dessen verdeckte Beweggründe.
Nines Rodrigues: Nines tritt als charismatischer Führer der "Anarchen" auf, einer Art Gegenbewegung zu den starren Regeln der Camarilla. Die Anarchen treten ein für die Gleichheit aller Vampire und gegen das "Joch" durch die Ahnen, also ältere Vampire und ihre Ränkespiele. Los Angeles wird dabei als die letzte Hochburg der Anarchen bezeichnet. Nines wurde zum Vampir zur Zeit der Großen Depression in den USA, durch diese Erfahrung ist er stark politisiert. Ähnlich wie der Spielercharakter habe er keinen Erschaffer als Mentor gehabt, daher komme sein Gerechtigkeitssinn für die "Schwachen" in der Vampirgesellschaft. Wie die meisten der Los Angeles Anarchen gehört er zum Clan Brujah. Er tritt durchaus redegewandt auf, reagiert jedoch auch schnell ablehnend bis aggressiv, falls der Spielercharakter Sympathie für die Camarilla zeigt. Nines hat für viele jüngere Vampire eine Art Vorbildfunktion und wird als die letzte Hoffnung bezeichnet, diese unter dem Dach der Anarchen zu vereinen. Er wird im Spiel die meiste Zeit im Haupttreffpunkt der L.A. Anarchen angetroffen, der Bar "The Last Round" in Downtown, L.A.
'Smiling' Jack: Jack ist ebenfalls Mitglied der Anarchen und Angehöriger des Clan Brujah. Anders als viele der Anarchen tritt er jedoch deutlich weniger politisch auf und macht deutlich, dass er andere Vampire hauptsächlich nur dann zerstört, wenn diese ihn angreifen. Er lässt aber auch klar disruptive Einstellungen erkennen, wenn er sagt, man müsse das System verändern, indem man die Führungselite der Camarilla bekämpft, statt deren einfache Mitglieder. Jack tritt mehrfach als helfende Person auf und hilft dem Spielercharakter zu Beginn und zum Ende des Spiels hin, selbstständig zu werden bzw. eigene Entscheidungen zu treffen. Gleichzeitig wird klar, dass er überhaupt nichts von Lacroix hält und diesen für berechnend und manipulativ hält. Wie die meisten Anarchen trifft man auch Jack die meiste Zeit im "The Last Round" an. Jack ist trotz seiner "Laissez faire"-Einstellung überaus gut vernetzt, besitzt einen sehr scharfen Verstand und ist stets ziemlich gut informiert über die Motive anderer sowie die Handlungen des Spielercharakters.
Ming Xiao: Ming Xiao ist die Anführerin der "Kuei-jin" in Los Angeles, einer ostasiatischen Rasse von Vampiren, die nicht kainitischen Ursprungs sind. Nach Aussage Ming Xiaos teilen diese zwar oberflächliche Gemeinsamkeiten mit den Kainskindern, seien jedoch sehr verschieden. Es wird auch deutlich, dass sie die Kuei-jin für überlegen gegenüber den westlichen Vampiren hält. Ming Xiao tritt als sehr höflich und dennoch gelegentlich herablassend auf, im weiteren Spielverlauf kann der Spielcharakter jedoch unter Umständen viel über ihre wahren Beweggründe erfahren. Sie behauptet, den Pfad für diesen zu erkennen und ihn dorthin zu führen, wenn er dies wolle. Ming Xiao wird stets im Hauptquartier der Los Angeles Kuei-jin angetroffen, dem Goldenen Tempel in Chinatown. Man erfährt zudem, dass die Kuei-jin mit den Kainskindern um Einfluss in Los Angeles konkurrieren und nach ihrer ersten Ankunft in der Stadt einen Krieg mit den Anarchen führten, der auf beiden Seiten zu großen Verlusten führte.
Beckett: Beckett ist ein vampirischer Historiker und "Gelehrter", wenngleich er diesen Begriff selbst nicht mag. Er verrät dem Spielercharakter, dass er seit 300 Jahren auf der Suche nach dem Ursprung der Kainskinder sei und auch weitere 300 Jahre dieser Berufung folgen werde, falls notwendig. Er glaubt nicht an die vampirischen Mythen um ihre Vaterfigur Kain, sondern erklärt dessen Ursprünge anhand anthropologischer und kulturgeschichtlicher Überlegungen. Beckett gehört zum Clan Gangrel, seine Gestaltwandel-Form ist die eines großen weißen Wolfs. Im Unterschied zu vielen anderen Vampiren scheint Beckett unpolitisch zu sein und lässt wenig Interesse an Macht und Ränkespielen erkennen – seine einzige Motivation scheint der Suche nach Wissen gewidmet zu sein. Dennoch bringt er eine gewisse Antisympathie gegenüber dem "Sabbat" zum Ausdruck. Mit viel Überredungskunst kann der Spieler Beckett spät im Spiel entlocken, dass dies nicht sein wahrer Name sei. Er motiviert den Spieler zudem, sich ebenfalls dem Pfad des Individualismus anzuschließen, da dies letztlich der einzig gangbare Weg sei.
Andrei: Andrei ist der Führer des örtlichen "Sabbat" in Los Angeles. Der Sabbat ist eine weitere vampirische Sekte, die jedoch aus fanatischen und alptraumhaften Vampiren besteht, die alle anderen Sekten bis auf den Tod ablehnen und Menschen als reines Vieh betrachten. Satanismus, Grausamkeit, Blutriten und schlimmere Praktiken gehören zu den Instrumenten der Mitglieder des Sabbat. Andrei verkörpert dies sinnbildhaft: Einerseits ist er ein extrem mächtiger Vampir mit mannigfaltigen Fähigkeiten und großem Wissen, der sich zudem sehr gepflegt ausdrückt. Andererseits pflegt er seine Behausungen aus Gründen des Komforts mit menschlichen Überresten und Extremitäten sowie blutüberströmtem Mobiliar auszuschmücken. Andrei lehnt das Diktat durch die Ahnen ab und behauptet gleichzeitig, der Sabbat sei der wahre Nachkomme des Willens des Vampirvaters Kain. Durch seine Herkunft im Clan der Tzimisce (nicht spielbarer Clan) und deren Disziplin des "Fleischformens" besitzt er die Fähigkeit, sich selbst und andere Wesen physisch zu verändern. Dadurch sieht Andrei im Spiel noch entfremdeter aus als beispielsweise die Nosferatu und wirkt kaum mehr menschlich.

## Spielprinzip
Bloodlines simuliert das nächtliche Los Angeles als lebendige Metropole der Neuzeit. Der Spieler bewegt sich in vier Stadtteilen – Santa Monica, Downtown, Hollywood und Chinatown – die per Taxi oder über die Kanalisation miteinander verbunden sind. Schauplätze der Missionen sind Einrichtungen wie das L. A. History Museum sowie Wohnhäuser bedeutender Vampire. Viele interagierbare NSCs beleben die Straßen und Häuser. In den ewigen Zwist verschiedener Vampir-Parteien hineingezogen, werden dem Spieler etliche Aufträge angeboten, für deren Lösung manchmal Verstrickungen aufgelöst werden müssen. Für die Quests gibt es mehrere Lösungsmöglichkeiten, die sich auch auf weitere Dialogoptionen bei den NPCs und somit grob auf den weiteren Spielverlauf auswirken.
Im Gegensatz zum Vorgänger Redemption steuert der Spieler in Bloodlines stets nur einen einzelnen Spielercharakter. Als Ansicht sind Egoperspektive oder Third-Person-Perspektive wählbar, wobei Nahkämpfe stets in der Third-Person-Perspektive ausgetragen werden. Das Spiel besitzt keine deutsche Sprachausgabe, sondern nur eine englische Version mit deutschen Untertiteln.
Im Kampf kommen Kombinationen aus Nahkampf, verschiedenen Schusswaffen und vampirischen „Disziplinen“, einer Art Magie, die von Verschleierung über Suggestion bis hin zum Gestaltwandel reicht, zum Einsatz. Durch die Wahl des Vampirclans zu Spielbeginn und ein für Rollenspiele typisches Charaktersystem ergeben sich zum Teil gänzlich unterschiedliche Spielerlebnisse. Beispielsweise können Nosferatu aufgrund ihres entstellten Äußeren nur die Kanalisation zur Fortbewegung nutzen, da ihre Entdeckung einen Verstoß gegen die Maskerade bedeutet. Malkavianer wiederum haben stärker abweichende Dialogoptionen. Zusammen mit mehreren unterschiedlichen Enden soll dies die Wiederspielbarkeit von Bloodlines erhöhen.
Spielerisch (und teilweise atmosphärisch) wurde das Spiel oft mit dem Ion-Storm-Titel Deus Ex verglichen.

## Entwicklung

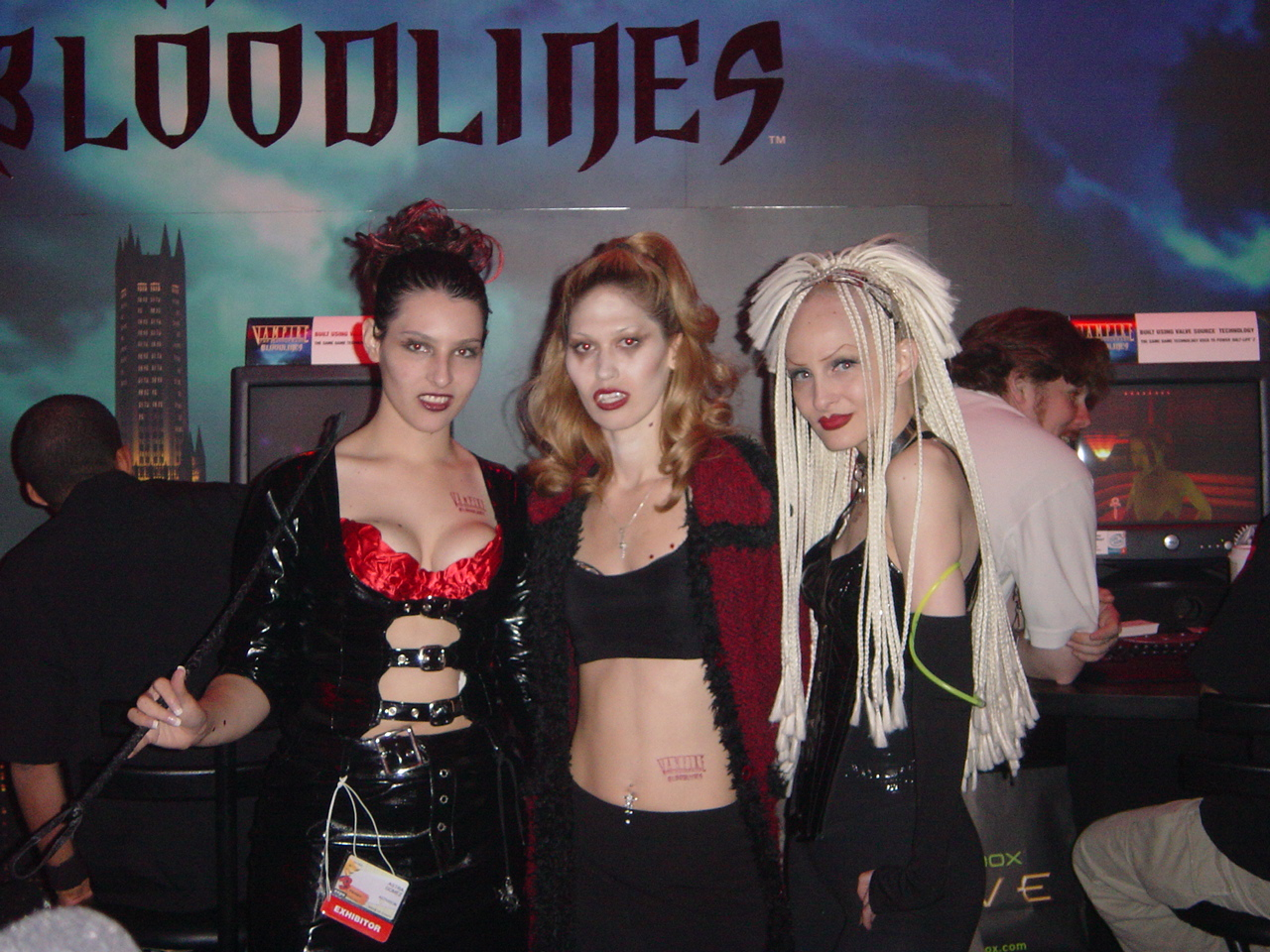
Promotion für Vampire: The Masquerade – Bloodlines auf der E3 2003

Der Entwicklungsprozess von Bloodlines war von zahlreichen Problemen gekennzeichnet. Der am Projekt beteiligte Activision-Spieletester Jeremiah Jones bezeichnete es als eine „im Rückblick fantastische Lernerfahrung, wie man Videospiele nicht entwickeln sollte“, von Studio-Mitbegründer Leonard Boyarsky wurde der Verlauf rückblickend als äußerst belastend beschrieben:

„Fast die komplette Entwicklung belastete sowohl unsere Gesundheit als auch Beziehungen massiv. […] Diese ganze Entwicklung war dermaßen schmerzhaft, ich kann da keinen Zeitraum als besonders schlimm hervorheben. Wir waren einfach nur noch müde.“

Die Arbeiten begannen nach dem Abschluss von Troikas Erstlingswerk Arcanum: Von Dampfmaschinen und Magie (Veröffentlichung: August 2001), noch vor dem Entwicklungsauftrag zu Der Tempel des Elementaren Bösen. Auf Basis von Valves Source Engine begann Troika mit der Entwicklung eines Arcanum-Nachfolgers. Doch weil es zu Verwerfungen zwischen Sierra und Valve kam, wurden die Arbeiten nach zwei Monaten eingestellt. Mit Hilfe von Valves Scott Lynch und Doug Lombardi erhielt das Studio jedoch einen Kontakt zu Activision, durch den schließlich der Auftrag zu Bloodlines geschlossen und der finanzielle Untergang des Unternehmens abgewendet werden konnte.

### Engine-Problematik
Vor allem die Festlegung auf die Source Engine erwies sich für den gesamten Entwicklungsverlauf als problematisch. Troika war das erste Entwicklerstudio, das die als fortschrittlich geltende, zu diesem Zeitpunkt aber noch in Entwicklung befindliche Spiel-Engine von Valve lizenzierte. Troika erhoffte sich dadurch ein actionreicheres Spielprinzip und eine Öffnung ihrer Spiele gegenüber einem größeren Publikum. Durch die fortlaufende Entwicklung war die für den Egoshooter Half-Life 2 konzipierte Engine schlecht dokumentiert und in vielen Bereichen unvollständig, Überarbeitungen des Quellcodes mussten regelmäßig nachgepflegt werden. Auch die Kommunikation mit dem für Troika abgestellten Supportmitarbeiter sowie den Valve-Technikern verlief schleppend. Viele Elemente wie die Künstliche Intelligenz muss Troika daher selbst implementieren. Ein Lizenzdetail besagte außerdem, dass Bloodlines nicht vor Half-Life 2 erscheinen dürfe. Damit war Troika in zweifacher Hinsicht abhängig vom Entwicklungsfortschritt ihres Lizenzgebers Valve, der im Gegensatz zu Troika ohne größeren Zeit- und Gelddruck bei gleichzeitig weniger komplexen Spielmechaniken seine eigenen hohen Ansprüche für Half-Life 2 verfolgte. Durch den Datendiebstahl einer frühen, unfertigen Version von Half-Life 2 im Oktober 2003 wurde die Veröffentlichung von Half-Life 2 wegen Sicherheitsänderungen an der Grafikengine wiederholt verschoben, wodurch sich auch die Veröffentlichung von Bloodlines weiter verzögerte.

### Interne Probleme
Zu den Problemen der Engine kam mangelndes Projektmanagement von Seiten Troikas. So wurden laut Boyarsky zu viele Funktionen implementiert oder über einen zu langen Zeitraum verfolgt, bevor sie endlich verworfen wurden, darunter ein Mehrspieler-Modus oder ins Spiel integrierte Emulationen der Arcade-Spiele Pitfall! und River Raid. Auch Activision befürchtete, dass Troika bis zuletzt immer neue Funktionen hinzufügen würde (sog. feature creep), sodass das Spiel nicht mehr ausreichend getestet werden könnte. Als im Frühjahr 2003 die Entwicklung dem Zeitrahmen hinterherhinkte, wurde Troika von Activision daher ein Produzent zugewiesen, David Mullich, der die Entwicklung vor Ort koordinieren und zum Abschluss bringen soll. Er fand das Spiel in einem frühen, unvollständigen Zustand vor. Mullich brachte weitere Activision-Mitarbeiter, hauptsächlich Tester aus der Qualitätssicherung, in Troikas Büros, was mit zunehmender Dauer zu Spannungen zwischen den Troika- und Activision-Mitarbeitern führte. Mitte des Jahres 2003 stieß außerdem der Troika-Produzent Thomas R. Decker, der zuvor die Arbeiten an Der Tempel des Elementaren Bösen beaufsichtigt hatte, zum Projekt. Decker und Mullich begrenzten einerseits den Funktionsumfang, konnten anderseits aber auch Activision mehrfach von einer Erweiterung des Zeitplans überzeugen. Die Arbeitszeiten der Entwickler steigerten sich auf über 80 Stunden pro Woche, in vereinzelten Fällen sogar bis zu 120 Stunden. In den letzten Wochen vor Abschluss durfte das Team abseits von Fehlerbehebungen keinerlei Veränderungen mehr am Spiel vornehmen. Mitte September 2004 reichte Troika schließlich eine Version ein, die von Activision zum Verkauf freigegeben wurde. Da das Spiel jedoch nicht vor Half-Life 2 erscheinen durfte, konnte Troika Activision von der Finanzierung einer weiteren Entwicklungswoche und anschließender Qualitätssicherung überzeugen, die in einem zweiten und finalen Release Candidate mündeten. Auch dieser enthielt noch einige Probleme wie flatternde Animationen oder verschwindende Objekte, für deren Behebung Mullich zwei weitere Entwicklungswochen veranschlagte. Diese wurden von Activision jedoch aus Furcht vor neuen Programmfehlern und weil das Spiel dem Zeitplan bereits seit Monaten hinterherhinkte, nicht mehr genehmigt. Das Spiel erschien schließlich am selben Tag wie Half-Life 2, da die Marketing-Abteilung von Activision davon ausging, dass die zeitgleiche Veröffentlichung dem Absatz von Bloodlines helfen würde.

### Soundtrack
Die instrumentale Begleitmusik des Spiels wurde von Rik Schaffer von Womb Music komponiert. Schaffer bezeichnete seine Kompositionen für das Spiel rückblickend als seine innigste, herzlichste und damit beste Arbeit, in die er viele persönliche Lebenserfahrungen habe einfließen lassen. Der lange Zeit drogensüchtige und depressive Schaffer erhielt den Auftrag, nachdem er mehrere Entziehungskuren absolviert und eine viermonatige Haftstrafe abgesessen hatte, um in einem weiteren Anlauf einen Neuanfang als Musiker zu starten. Mit einer Demo des späteren Hollywood Theme konnte er die Projektleitung von Troika überzeugen und erhielt den Auftrag. Einzige Richtungsvorgabe seitens des Entwicklers war das Lied Angel von Massive Attack, das von Schaffer im Musikstück für das Hauptmenü referenziert wurde. Darüber hinaus erhielt Schaffer jedoch freie Hand, die er für einen Soundtrack nutzen wollte, der nicht an „klassische Universal-Monsterfilmsoundtracks“ oder Count Chocula (amerikanische Frühstücksflockenmarke für Kinder) erinnern sollte. In seinen Kompositionen ließ er daher viele Emotionen aus seinen Erfahrungen als Drogenabhängiger und Depressionskranker einfließen.

„Ich dachte an mein früheres Leben als Abhängiger, der jeden Tag seinen Fix benötigt, jemanden, der alles verloren hat und Depressionen leidet. Ein Vampir, so schien es mir, wäre in einem ähnlichen mentalen Zustand. Ich begann, sie als seelisch befallene Leute mit einer Abhängigkeit zu behandeln. So setzte sich alles zusammen.“

Neben Schaffers Kompositionen wurden eine Reihe von Liedern lizenziert. Der Titeltrack Bloodlines wurde von Al Jorgensen (Ministry) exklusiv für das Spiel beigesteuert. Es handelt sich um eine Variation des Ministry-Songs So what mit angepasster Melodie und neuem Text.
| Liste der lizenzierten Stücke: |                                                                                                |
| - AERIAL 2012 - Pound - Chiasm - Isolated - Daniel Ash - Come Alive - Darling Violetta - Smaller God - Die My Darling - Needles Eye | - Genitorturers - Lecher Bitch - Lacuna Coil - Swamped - Ministry - Bloodlines - Tiamat - Cain |

### Patches
Trotz der verlängerten Entwicklungszeit war das Spiel stark mit Fehlern behaftet, die auch nach Veröffentlichung des letzten offiziellen Patches 1.2 nicht beseitigt wurden. Der Eindruck einer unvollständigen Entwicklung resultierte u. a. aus den Problemen der Entwickler, den Umfang des Projektes auf einen durchführbaren Rahmen zu reduzieren. Durch die Entlassung der meisten Mitarbeiter parallel zur Veröffentlichung des Spiels und letztlich die Schließung des Entwicklerstudios Troika im Februar 2005, wurden viele Fehler erst Jahre später durch inoffizielle Fan-Patches behoben.
Ein erster Fan-Patch, der Unofficial Patch, wurde von Dan Upright begonnen und schließlich von Werner Spahl mit Unterstützung der Spieler-Community weitergeführt. Die standardmäßige Basic-Variante orientiert sich stark an der Release-Version des Spieles, die optionale Plus-Variante schaltet zusätzlich viele Inhalte frei, die nicht ins offizielle Spiel integriert worden waren. Dazu zählen restaurierte Schauplätze, Missionen, Dialoge, Modelle, Gegenstände und Musik des ursprünglichen Komponisten Rik Schaffer. Außerdem modifiziert letztere das Balancing etwas. Eine deutsche Version dieses Fan-Patches wird von Christoph Niestrat betreut.
Ein konkurrierendes Patch Projekt, genannt True VTMB Patch, erreicht zwar nicht ein vergleichbares Level der Fehlerbeseitigung, bleibt aber noch näher an der Release-Version als der Unofficial Patch.

## Rezeption
Vampire: The Masquerade – Bloodlines erhielt überwiegend positive Kritiken. Auf MobyGames wurde das Spiel mit durchschnittlich 83 von 100 Punkten bewertet, während es auf Metacritic durchschnittlich 80 von 100 Punkten erhielt. Viele Rezensenten kritisierten die erheblichen technischen Mängel, die das Spiel ursprünglich aufwies. Unabhängig davon wurde häufig festgestellt, dass das Spiel eine sehr immersive Atmosphäre und Spielhandlung besitze, was zumeist zurückgeführt wird auf die stimmig erscheinende Reaktion der Spielwelt auf Interaktionen oder Charaktermerkmale des Spielercharakters, sowie auf die Vielzahl an Anspielungen, unter anderem auf den Cthulhu-Mythos, die erheblich zur Beliebtheit des Spiels beitrügen.
Trotz dieser positiven Resonanz blieben die Verkaufszahlen unter den Erwartungen, in den ersten drei Monaten wurden 72.000 Einheiten verkauft. Die gleichzeitige Veröffentlichung mit Half-Life 2 gilt rückblickend als Fehler. Entwickler Troika Games musste bereits zum Zeitpunkt der Veröffentlichung den Arbeitsbetrieb einstellen. Bereits im August 2004 hatte White Wolf sein Regelwerk Vampire: The Masquerade zugunsten des neuentwickelten Produkts Vampire: The Requiem eingestellt.

## Nachfolger
Im Oktober 2015 übernahm der schwedische Publisher Paradox Interactive vom isländischen Entwickler CCP Games die Namensrechte an White Wolf und die dazugehörigen Marken, unter anderem World of Darkness. In der darauf folgenden Zeit dachte Paradox mehrfach laut über einen möglichen Nachfolger oder eine Neuauflage zu respektive von Bloodlines nach. Schließlich wurde der Nachfolger Vampire: The Masquerade – Bloodlines 2 im März 2019 offiziell auf der Game Developers Conference angekündigt. Entwickelt wurde das Spiel zunächst vom Studio Hardsuit Labs aus Seattle. Ursprünglich geplant für März 2020 sollte es später im Laufe des Jahres 2021 erscheinen, bevor sich Paradox im Februar 2021 von den Entwicklern trennte und das Veröffentlichungsdatum auf unbestimmte Zeit verschoben wurde. Im September 2023 gab Paradox bekannt, dass Bloodlines 2 von The Chinese Room entwickelt wird und im Herbst 2024 für Windows, Xbox Series und PlayStation 5 erscheinen soll.